# Magia (album Álvaro Soler)
Magia è il terzo album in studio del cantautore spagnolo Álvaro Soler, pubblicato il 9 luglio 2021 dalla Airforce1 Records e dalla Universal Music Group.

## Tracce
1. Magia – 3:11
2. Despiertos – 3:01
3. Mañana (feat. Cali y el Dandee) – 3:32
4. Tipo normal – 2:50
5. Si te vas – 2:44
6. Déjala que baile – 2:40
7. Amor para llevar – 2:38
8. Te busqué – 2:45
9. En tu piel – 4:08
10. Hawaii – 2:45
11. Diferente (feat. Greg Taro) – 2:18
12. No te entiendo – 2:52
13. Alma de luz – 2:35

## Classifiche

### Classifiche settimanali
| Classifica (2021) | Posizione massima |
| ----------------- | ----------------- |
| Austria           | 4                 |
| Germania          | 3                 |
| Italia            | 32                |
| Polonia           | 12                |
| Repubblica Ceca   | 26                |
| Slovacchia        | 65                |
| Spagna            | 29                |
| Svizzera          | 2                 |

### Classifiche di fine anno
| Classifica (2021) | Posizione |
| ----------------- | --------- |
| Svizzera          | 58        |